# باريس-كاممبير 2017
باريس-كاممبير 2017 (بالألمانية: Paris–Camembert 2017) هو سباق دراجات هوائية، وهو الموسم رقم 78 من نفس السباق، وأقيم في 11 أبريل 2017، وامتدّ لمسافة 200 كيلومتر، وهو أحد سباقات طواف أوروبا للدراجات 2017، وهو من نوع سباق يوم واحد، وقد شارك في السباق 109 متسابقاً ووصل إلى نهايته 66 متسابقاً.
فاز فيه بالمركز الأول ناصر بوهاني، وبالمركز الثاني سامويل دومولين، وبالمركز الثالث Kévin Reza ‏.

## الفرق
| فرق عالمية (2)- AG2R La Mondiale - FDJ فرق قارية محترفة (8)- أندروني جوكاتولي-سيدرمك ‏ - Cofidis, Solutions Crédits - ديلكو ‏ - Direct Énergie - Fortuneo-Vital Concept - غازبروم روسفيلو ‏ - سبورت فلاندرين بالويس 2017 ‏ - Wanty-Groupe Gobert فرق قارية (6)- أرمي دي تير 2017 ‏ - موسم يوسكادي مورياس 2017 ‏ - Team Differdange–Geba ‏ - إتش بي بي تي بي – أوبير 93 ‏ - Joker Fuel of Norway ‏ - Van Rysel–Roubaix ‏ |  |
| |  |

## التصنيف العام النهائي
| التصنيف العام | التصنيف العام   | التصنيف العام | التصنيف العام                | التصنيف العام |        |
| الدراج        | الدراج          | البلد         | الفريق                       | الوقت         | السرعة |
| ------------- | --------------- | ------------- | ---------------------------- | ------------- | ------ |
| 1.            | ناصر بوهاني     | فرنسا         | كوفيديس                      | 4 س 43 د 46 ث |        |
| 2.            | سامويل دومولين  | فرنسا         | أيه إل أم                    | + 0 ث         |        |
| 3.            | Kévin Reza ‏     | فرنسا         | إف دي جي                     | + 0 ث         |        |
| 4.            | أرميندو فونسيكا | فرنسا         | Fortuneo-Vital Concept       | + 0 ث         |        |
| 5.            | رومان كومبو     | فرنسا         | Delko-Marseille Provence-KTM | + 0 ث         |        |
| 6.            | Jérémy Leveau ‏  | فرنسا         | Roubaix Lille Métropole      | + 0 ث         |        |
| 7.            | لوران بيشون     | فرنسا         | Fortuneo-Vital Concept       | + 0 ث         |        |
| 8.            | دامين توزي      | فرنسا         | HP BTP-Auber 93              | + 0 ث         |        |
| 9.            | Kévin Le Cunff ‏ | فرنسا         | HP BTP-Auber 93              | + 0 ث         |        |
| 10.           | لوكا باسيوني    | إيطاليا       | Androni Giocattoli           | + 0 ث         |        |

## وصلات خارجية
- الموقع الرسمي
- باريس-كاممبير 2017 على موقع إحصائيات الدراجات الإحترافية (الإنجليزية)
- باريس-كاممبير 2017 في موقع Cycling Archives سايكلنج أركايفز